# Cantillana y Los Increíbles
Cantillana y Los Increíbles es una banda de Santiago, Chile formada a finales de 2010. El grupo se comenzó a formar cuando Daniel Cantillana y David Azan se reencontraron en el Festival del Huaso de Olmué en 2009. Azán entregó música y Cantillana una serie de textos que venía escribiendo para futuras canciones.

## Trayectoria
Bajo los arreglos de Alekos Vuskovic para la producción del primer disco Viñeta), se empezaron a incluir el resto de los integrantes: Marcelo Arenas en batería y Diego Ibarra en bajo. La grabación del primer disco fue hecho en el estudio Proevent de Rodrigo Aboitiz en Pirque. Patricio García Portius, amigo de Alekos, fue el encargado de la grabación y mezcla, donde también aporto con la grabación de algunas guitarras eléctricas. La masterización fue hecha por Toto Strapporava en Buenos Aires, Argentina.
Alekos viaja a Holanda, dejando el cupo de tecladista a Valentín Trujillo Godoy y se incorpora a Patricio como parte estable del grupo.
Viñeta es lanzado en diciembre de 2010.
Gracias a una buena recepción del primer disco, a fines de 2012 será lanzado el 2.º disco Bumerán

## Discografía
- 2010 - Viñeta
- 2012 - Bumerán

## Integrantes

### Actuales
- Daniel Cantillana, (2010 - ) voz, violín, mandolina, autor.
- David Azan, (2010 - ) guitarra acústica, composición, coros.
- Marcelo Arenas, (2010 - ) batería.
- Diego Ibarra, (2010 - ) bajo.
- Valentin Trujillo Godoy, (2011 - ) teclados.
- Patricio García Portius, (2011 - ) guitarra eléctrica, programación, producción musical.

### Históricos
- Alekos Vuskovic, (2010) teclados, arreglos.